# 山田村 (滋賀県)
山田村（やまだむら）は、滋賀県栗太郡にあった村。現在の草津市中心部の西方、琵琶湖の沿岸、新旧草津川の間の地域にあたる。
滋賀県内有数の野菜産地として「京の台所」とも呼ばれ、山田ねずみ大根は、大正から昭和中頃の冬場に京都中央市場に出荷される大根のほとんどを占めていた。

## 地理
- 湖沼：琵琶湖
- 河川：草津川、旧草津川、伯母川、山寺川

## 歴史
- 1889年（明治22年）4月1日 - 町村制の施行により、北山田村・山田村・南山田村・御倉村・木川村の区域をもって発足。
- 1954年（昭和29年）10月15日 - 草津町・笠縫村・老上村・志津村・常盤村と合併して草津市が発足。同日山田村廃止。